# Aloha screwdriver
L'Aloha Screwdriver è un cocktail a base di vodka, succo d'arancia, rum e succo d'ananas, appartenente alla categoria dei long drinks.

## Ingredienti
- 1,5 cl rum
- 3 cl vodka
- 5 cl succo d'arancia
- 5 cl succo d'ananas

## Preparazione
Shakerare o semplicemente mescolare (come si preferisce) gli ingredienti nello shaker, servire in un tumbler con ghiaccio e due ciliegine.
Secondo A.I.B.E.S. ed I.B.A. va preparato direttamente nel bicchiere tumbler alto dopo aver aggiunto ghiaccio versare 5.0cl di vodka o wodka e 10.0cl di succo d'arancia. Assicurarsi che siano arance bionde, quindi mescolare aggiungere cannucce e fetta d'arancia.